# 蜷川新

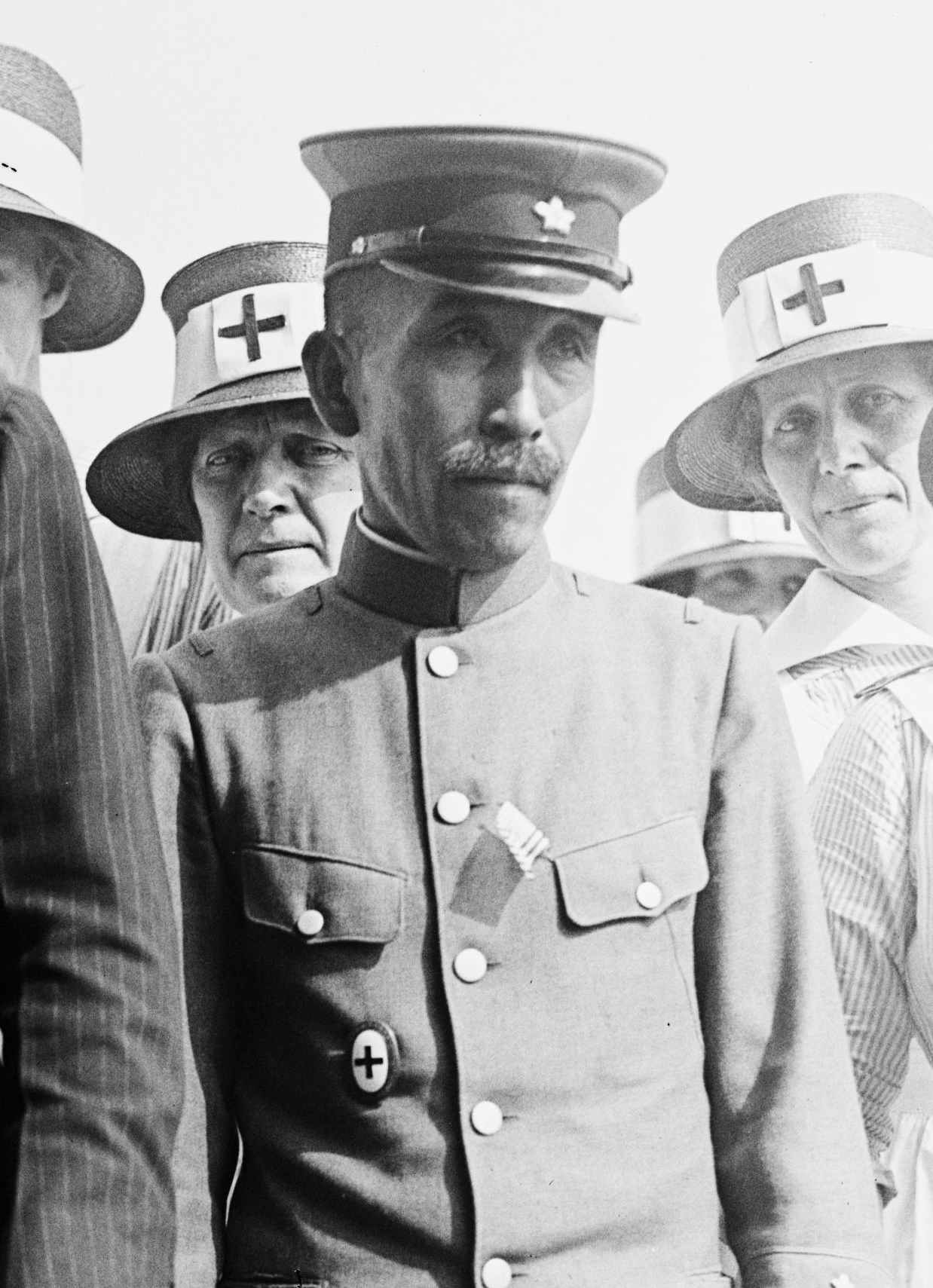
蜷川新（1918年）

蜷川 新（にながわ あらた、1873年（明治6年）1月14日 - 1959年（昭和34年）8月17日）は日本の法学者、外交官、大学教授。専門は国際法。先祖は室町幕府に政所代を世襲した蜷川氏で、後に江戸幕府の旗本となった。格闘家の武蔵、TOMO兄弟は曾孫にあたる。

## 来歴
父は旗本蜷川親賢、母は林田藩主建部政醇の娘はつ子。旗本小栗忠順の義理の甥に当る。静岡県袖師（現在の静岡市清水区）で生まれる。生後すぐに父が死去したため、母の縁を頼って東京に移り住む。
1889年（明治22年）第一高等学校に入学。学友に渡辺千冬や鈴木梅太郎がいた。卒業後東京帝国大学の法科大学に進学し、有賀長雄のもとで国際法を専攻した。卒業後、同大学大学院に進学。外交官を志していたが読売新聞の臨時記者となる。
日露戦争勃発にあたり、召集され第一軍の国際法顧問、名古屋俘虜収容所付、樺太軍顧問として従軍する。戦後は旅順外国人財産整理委員を経て、韓国の宮内府に6年間勤めた。1912年博士号を得て、フランスに留学し、このときに田中義一と親交を結んだ。帰国後同志社大学教授に就任し、国際法や外交史を教えたが、同大の内紛に巻き込まれ3年後に辞任する。後に駒澤大学教授を務めた。
その後日本赤十字社の慰問使などとしてしばしば渡欧し、ジュネーヴの国際赤十字赤新月社連盟の創設にも関わり、日本赤十字社顧問、国際赤十字赤新月社連盟理事を務めた。田中の援助を受け陸軍顧問としてワシントン会議にも同行。国内では文部省の思想善導事業の一環として国民主義の重要性を説く講演、著作活動を続けた。一方で、小栗忠順の顕彰にも力を注ぎ、正続『維新前後の政争と小栗上野介の死』などを執筆している。
第二次世界大戦後は超国家主義者として公職追放となったが、1952年（昭和27年）に『天皇 - だれが日本民族の主人公であるか』を著し、論壇に返り咲く（同書には清水幾太郎が推薦の辞を寄せている）。
1959年（昭和34年）、脳血栓の為、86歳で死去。

## 「俘虜送還国民運動に対する提言」
蜷川は雑誌『経済往来』1952年8月号に掲載した「俘虜送還国民運動に対する提言」等でソ連や中共による俘虜の長期抑留を合法であるとして擁護し、抑留者の日本への早期帰還を求める各種運動を批判する論説を展開した。このことに係る蜷川の論拠とそれに対する反論は以下のとおり。
- ハーグ陸戦条約第20条に「平和克復の後は、成るべく速に、俘虜をその本国に帰還せしむべし」とあり、蜷川は「平和克復」を講和条約が双方の政府によって批准された後と定義し、俘虜送還国民運動については「日本人が未だ平和成らず降伏時中に過ぎなかった時代に、敵国に向かって、俘虜送還を叫び建てたことは、国際法の無視であったことは誠に明白である。いづれの敵国も、日本人の不法の要求に応ずる義務はなかったのである」「俘虜の問題は、昔から、国際法によって、処理されているものである。その国際法を離れて、一方の国の人のみが、何を叫んだところで、その声は先方には通じないのである。声のみは先方に聞こえた所で、それは取り容れないのである。日本人は、その点についての慎重な態度を持することが、若しも日本人に、文明人の自信があるならば、必要なのである。七年以来、日本の政府は、少しも、その重点について、注意を払っていなかった。（俘虜送還を訴える国民の声を報じる）日本の新聞は、毫もこの文明意識を有していなかった。」などと断じている。これに対し、若槻泰雄は「もともと捕虜の送還を交戦中はしないという慣習は、それが再び戦力として使用されるのを防ぐためであり、ハーグ条約の捕虜送還に関する規定もその国際的慣習が基礎になっているのだから、『平和克復の後』という文言も、実質的に戦争行為が終了した後、解釈するのが自然だ。まして日本はポツダム宣言で全ての軍隊が解体されており、捕虜を送還したところで、それが再び戦力化する恐れはあり得ないから、蜷川解釈は全くの牽強付会というしかない」と反論している[5]。

- ポツダム宣言第9条を「日本の軍隊は、完全にその武装が解除された後には、その過程に帰還することを、許される。但し、平和な且つ生産的な生活を送る機会が来たことを条件とする」と訳し、「日本の軍人は、完全に武装解除の後は、俘虜とされる。そうして、平和産業に従事する機会を得たならば、自己の家庭に帰還することを許されるというだけのことである」とした。これに対し稲垣武は9条の英語の原文は"The Japanese military forces, after being completely disarmed, shall be permitted to return to their homes with the opportunity to lead peaceful and productive lives."であり、with以下は絶対的限定条件を指示するものではなく、「日本国軍隊は完全に武装化を解除されたる後各自の家庭に復帰し、平和的且生産的の生活を営むの機会を得しめらるべし」と訳すべきところを蜷川が意図的に"誤訳"したものだとしている[6]。

更に蜷川は、「唯だソ連と中共の領土内に留まつている日本人に限り『日本に送還せよ』と日本人が叫ぶことは、どういう理由に依るのであるか、西伯利亜から帰還した日本人は、沢山にある。それらの人々は、その生活は、中流生活であり普通であったと正直に談っている。その労働は、規則正しく行われた、と談っている。そのことを、書いて発行している人さえもいる。それであるから、中共とソ連に限り、人間並みの取扱を受けずにいると考えることは、全く事実無視の謬見である。そのような謬見に迷つていることは、その人のために、不名誉である」と断じている。

## 著書
- 『維新前後の政争と小栗上野の死』日本書院　1928年
- 『続維新前後の政争と小栗上野』日本書院  1931年
- 『人道の世界と日本』博愛発行所　1936年
- 『満洲に於ける帝国の権利』清水書店　1937年
- 『日本憲法とグナイスト談話』議会政治社　1939年
- 『天皇―誰が日本民族の主人であるか』光文社　1952年
- 『擾乱の日本―蜷川新評論集』千代田書院　1952年
- 『維新正観』千代田書院 1953年　批評社、2015副題「秘められた日本史・明治篇」
- 『小栗上野介―開国の先覚者』千代田書院 1953年
- 『興亡五十年の内幕』六興出版社　1953 年
- 『憲法読本―主権者たる国民が正義を貫くために』理論社　1953年
- 『東西古今物語―生きて語る三代の歴史』理論社  1955年
- 『日本を救うもの亡ぼすもの』千代田書院　1955年
- 『明治天皇』三一書房　1956年